# Titularbistum Sora
Sora ist ein Titularbistum der römisch-katholischen Kirche. 
Das antike Bistum lag in der römischen Provinz Paphlagonien und war ein Suffraganbistum des Erzbistums Gangra.
| Titularbischöfe von Sora |                                    |                                           |                   |                  |
| Nr.                      | Name                               | Amt                                       | von               | bis              |
| 1                        | John Baptist Pitaval               | Weihbischof in Santa Fe (New Mexico, USA) | 15. Mai 1902      | 3. Januar 1909   |
| 2                        | Antonio del Carmen Monestel Zamora | Koadjutorbischof von Comayagua (Honduras) | 23. Januar 1915   | 10. März 1921    |
| 3                        | Daniel Champavier                  | Weihbischof in Marseille (Frankreich)     | 21. November 1921 | 19. Januar 1923  |
| 4                        | Josef Deitmer                      | Weihbischof in Breslau (Deutschland)      | 19. Februar 1923  | 16. Januar 1929  |
| 5                        | Wilhelm Finnemann SVD              | Weihbischof in Manila (Philippinen)       | 8. Februar 1929   | 26. Oktober 1942 |
| 6                        | Alonso Manuel Escalante MM         | Apostolischer Vikar von Pando (Bolivien)  | 13. Januar 1943   | Juni 1967        |